# El Vaquero

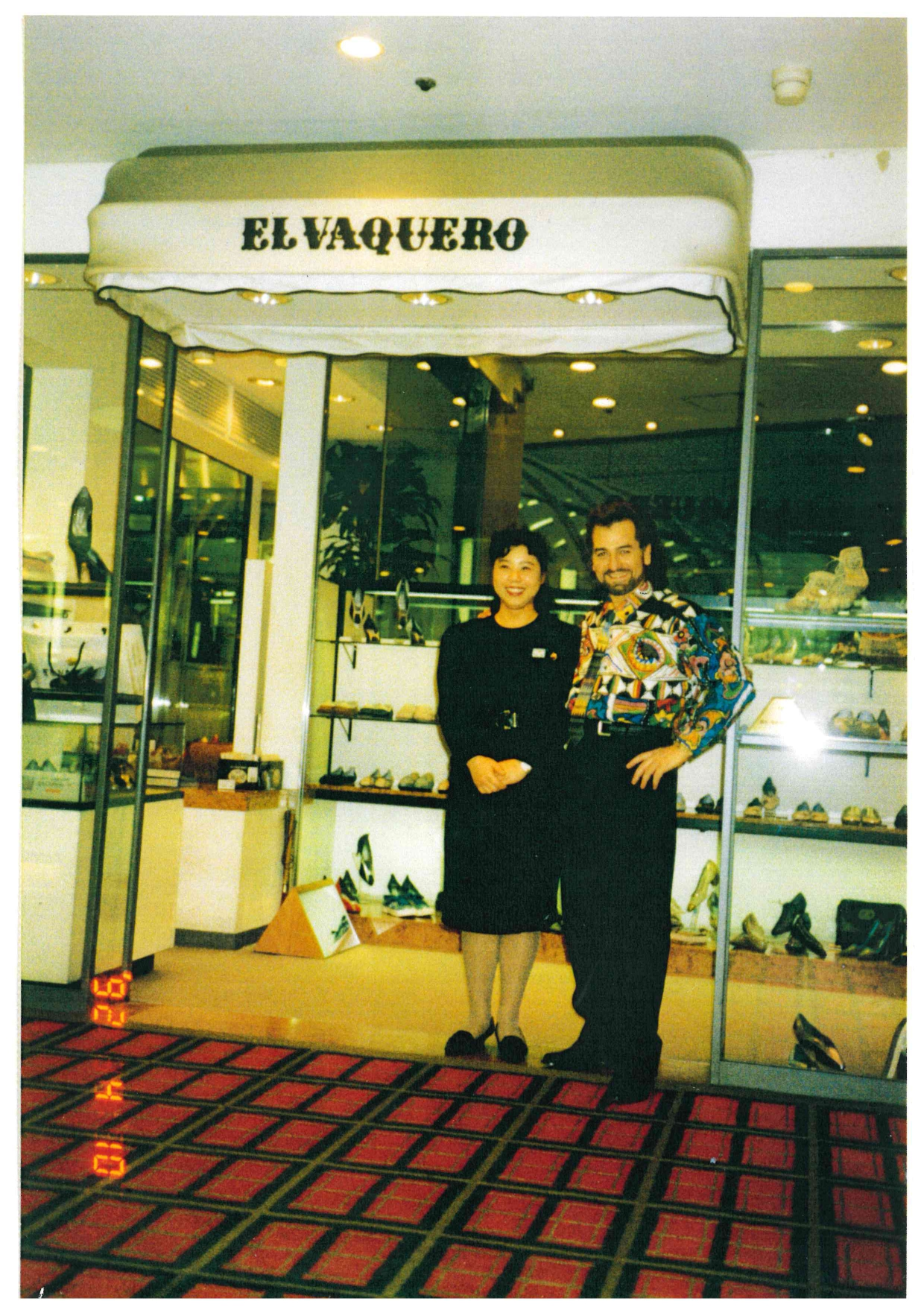
Valerio Giuntoli nel negozio El Vaquero di Osaka, Giappone

El Vaquero è un marchio italiano di calzature con sede a Montecatini Terme, fondato nel 1975 dal designer e consulente di moda Valerio Giuntoli insieme al socio Marco Cardelli. Nel 2014 l’azienda ha visto l’ingresso del figlio Nicholas come dirigente. Conosciuto per il suo stile country rivisitato, il brand El Vaquero (che deve il suo nome alla pelle di vacchetta vegetale con cui sono stati realizzati i primi stivali) produce e distribuisce a livello internazionale stivali e accessori in pelle. I modelli di punta del marchio sono il texano, lo stivale sandalo e l'indianino, stivaletto a mocassino con cuciture artigianali nella parte frontale e frange laterali.

## Storia
Valerio Giuntoli si affaccia al mondo della moda a 13 anni quando inizia a lavorare come apprendista calzolaio presso alcune fabbriche di Monsummano Terme. Nel 1975, insieme al socio Marco Cardelli, fonda il brand El Vaquero prendendo ispirazione dall’aria di cambiamento che si respirava negli anni settanta. Il primo negozio El Vaquero nasce in una via periferica di Montecatini Terme, in Via Marruota 102. Dato il successo riscosso, nel marzo del '76 i due soci decidono di acquistare un fondo nella via principale della città, Corso Matteotti 45, e iniziano a organizzarsi in una vera e propria struttura aziendale.
Nel 1979 El Vaquero conta 4 negozi monomarca, a Montecatini, Viareggio (Viale Marconi 99), Milano (Via San Pietro all'Orto 3) e Parigi (Rue des Cannetes 13, Saint Germain des Pres). Nel 1980, con la creazione dello stivale indianino, El Vaquero si impone prima sulla scena europea con vetrine a Madrid (Lagasca 47), Bruxelles (Avenue de la Toison d’Or 31) e Saint Tropez (Place de la Poste), poi sul mercato internazionale arrivando a contare 30 store monomarca. Si ricordano in particolar modo i negozi di Beverly Hills (S. Monica Blvd 9632), New York (Madison Avenue 908), e di Osaka in Giappone dove El Vaquero viene esposto nel centro commerciale Takashimaya accanto ai più famosi brand d'alta moda.
Nel 1982 Paolo Rossi, dopo la vittoria ai mondiali con la nazionale italiana, apre un negozio El Vaquero a Vicenza; l’inaugurazione è un evento epocale che vede la partecipazione dei volti più noti dello spettacolo, dai giocatori di calcio a Loredana Bertè, Miguel Bosé e Teo Teocoli.
Nel film Indiana Jones e il regno del teschio di cristallo del 2008, Harrison Ford indossa un paio di stivali firmati El Vaquero.
Alcuni pezzi storici del marchio El Vaquero sono esposti nel Museo della Calzatura di Vigevano al Castello Sforzesco, e uno dei primi prototipi realizzati da Valerio Giuntoli è tuttora nelle collezioni del Metropolitan Museum di New York.

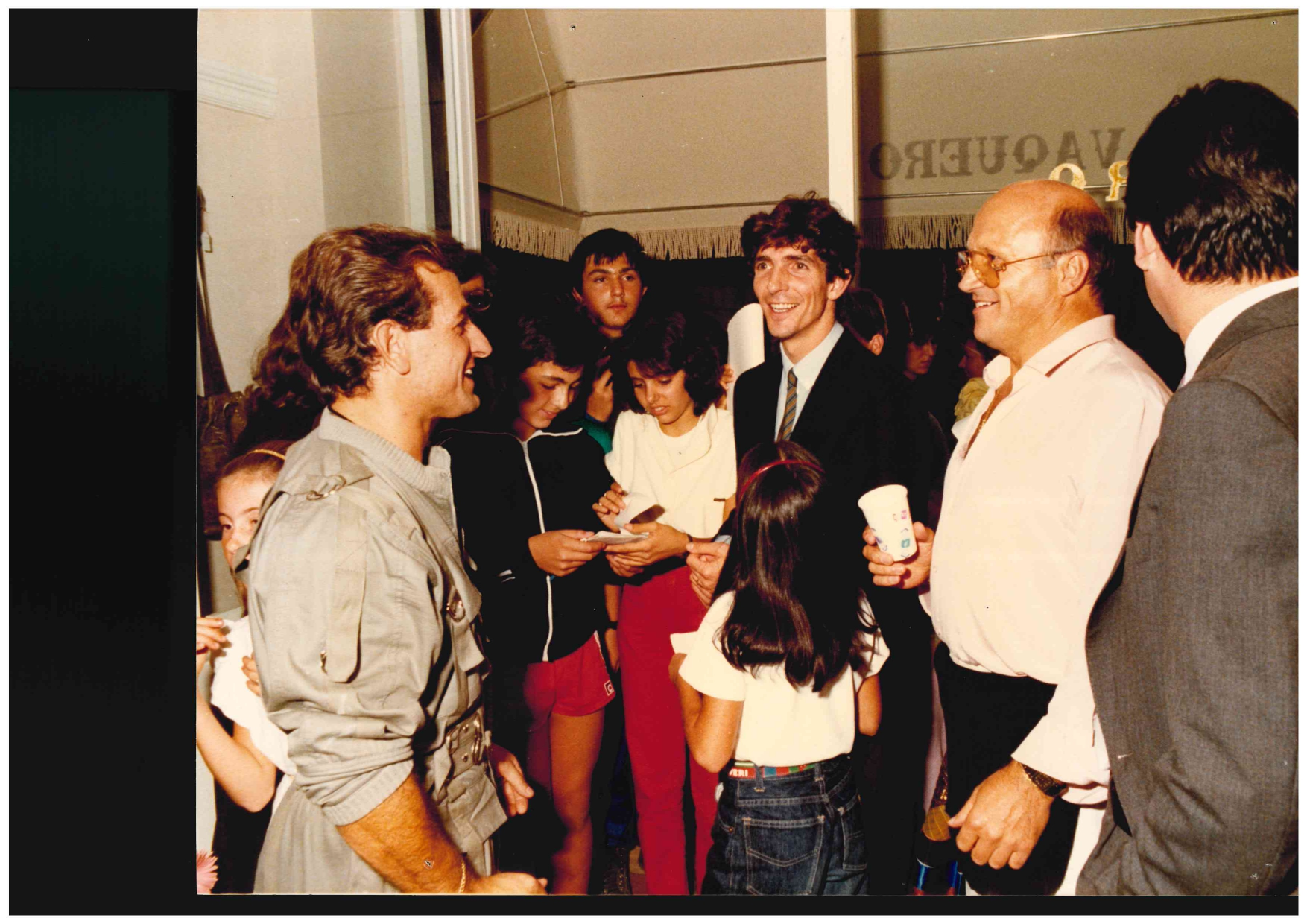
Valerio Giuntoli e Paolo Rossi in occasione dell'inaugurazione di un negozio El Vaquero a Vicenza, 1982

## Distribuzione
Oggi El Vaquero è un marchio conosciuto a livello internazionale; oltre al sito e-commerce personale, possiede oltre 50 retailer in tutto il mondo e ha collaborato con firme come Ermanno Daelli a Forte dei Marmi e Elena Estaun a Ibiza e Barcellona. Inoltre ha partecipato come sponsor a fiere ed eventi come Ibiza Fair in Olanda o il Coachella di Los Angeles, quest’ultimo in collaborazione con la modella Cecilia Rodríguez e l’ex tronista di Uomini e Donne Nilufar Addati.
Le testimonial e protagoniste dei cataloghi El Vaquero che si sono succedute negli anni sono: l’influencer e modella Sarah Loven, la showgirl Giulia Calcaterra, la ballerina ed ex concorrente di Amici Giulia Pauselli e, infine, la due volte Campionessa del mondo di scherma Rossella Fiamingo.